# Amphoe Bo Rai

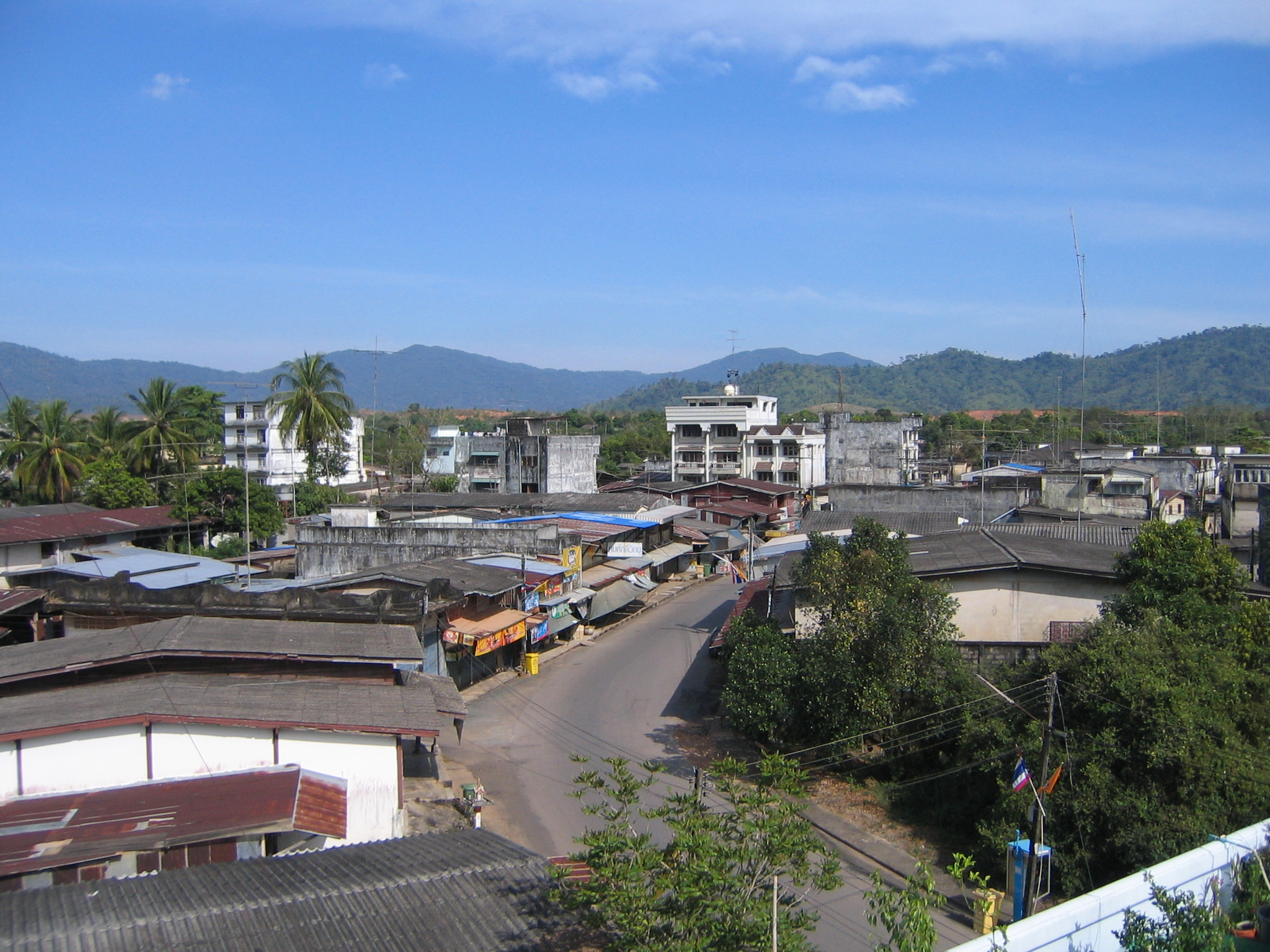
Blick über Amphoe Bo Rai. Im Hintergrund liegen die Kardamom-Berge

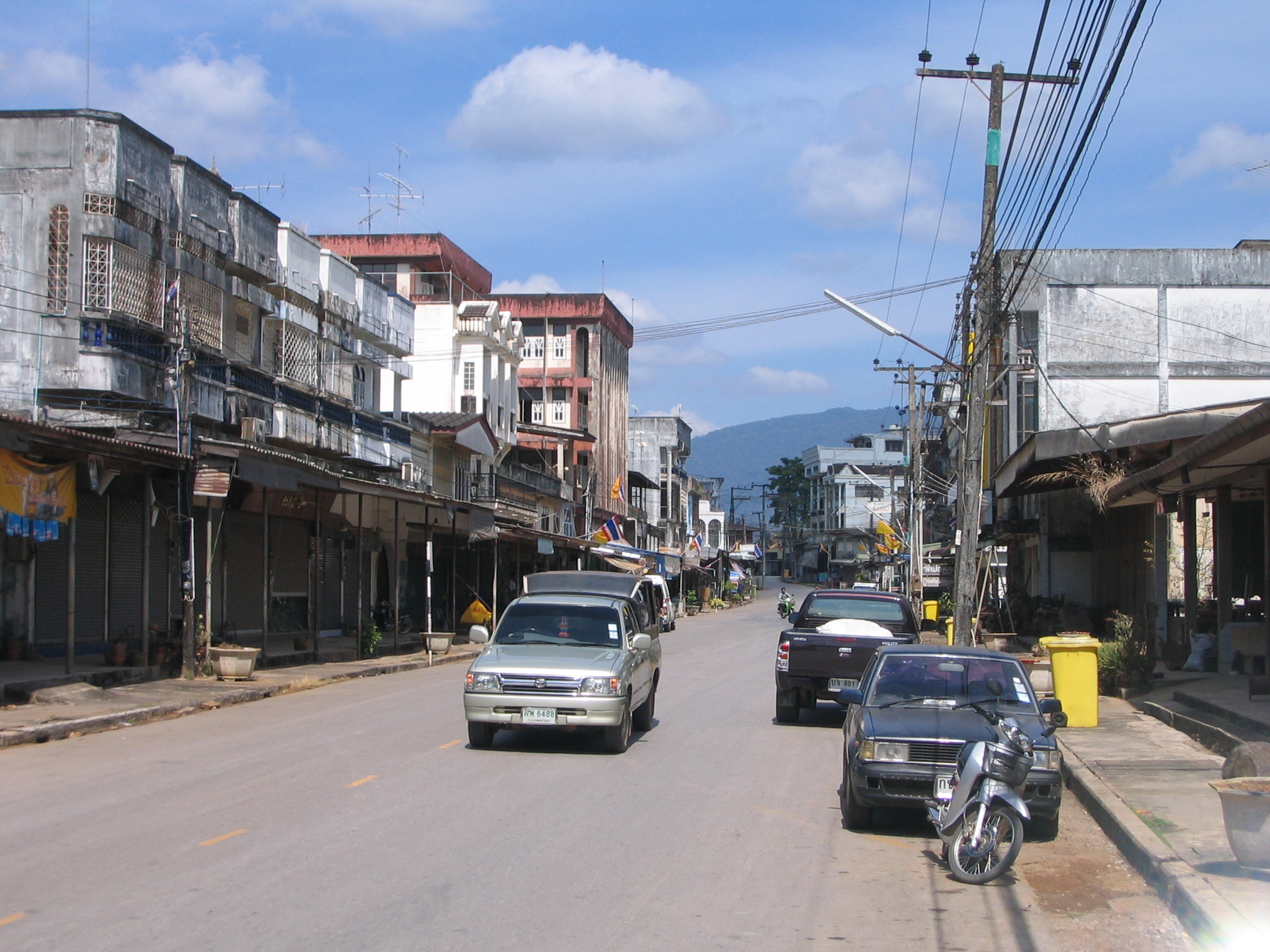
Die Hauptstraße von Bo Rai

Amphoe Bo Rai (Thai: อำเภอบ่อไร่) ist ein Landkreis (Amphoe – Verwaltungs-Distrikt) im Südosten der  Provinz Trat. Die Provinz Trat liegt in der Ostregion von Thailand an der Grenze zu Kambodscha, wird aber verwaltungstechnisch zu Zentralthailand gezählt.

## Geographie
Der Distrikt liegt im Norden der Provinz.
Benachbarte Distrikte (von Süden im Uhrzeigersinn): Amphoe Mueang Trat und Khao Saming in der Provinz Trat, die Amphoe Khlung und Pong Nam Ron in der Provinz Chanthaburi sowie die Provinz Battambang von Kambodscha.

## Geschichte
Die Umgebung war einst berühmt für die hier gefundenen Edelsteine, wie Rubine und Saphire.  Der Handel mit den Edelsteinen machte Bo Rai zu einer wohlhabenden Ortschaft. Von den 1960er bis zu den 1990er Jahren verzeichnete die Stadt einen wirtschaftlichen Boom, der fast über Nacht endete, als die Funde versiegten. Die folgende ökonomische Depression wurde durch die Entmachtung der Roten Khmer verstärkt, da der Grenzhandel von Waren und Edelsteinen zum Erliegen kam. Nach 1979 gab es in Bo Rai ein Lager von aus Kambodscha geflohenen Anhängern der Roten Khmer. Hier lebte ab 1985 auch Pol Pot.

## Wirtschaft
Nachdem Bo Rai Ende des letzten Jahrhunderts nahezu zur Geisterstadt wurde, gab es bisher nur halbherzige Versuche, die Wirtschaft zu unterstützen, so zum Beispiel der Aufbau von Kautschukplantagen. Gerüchten zufolge soll auch die thai-kambodschanische Grenze für den Handel wieder geöffnet werden. 

## Sehenswürdigkeiten
- Nationalpark Namtok Khlong Kaeo (Thai: อุทยานแห่งชาติ น้ำตกคลองแก้ว) – etwa neun Kilometer von der Stadt Bo Rai entfernt mit einem Wasserfall, der dem Park den Namen gab.

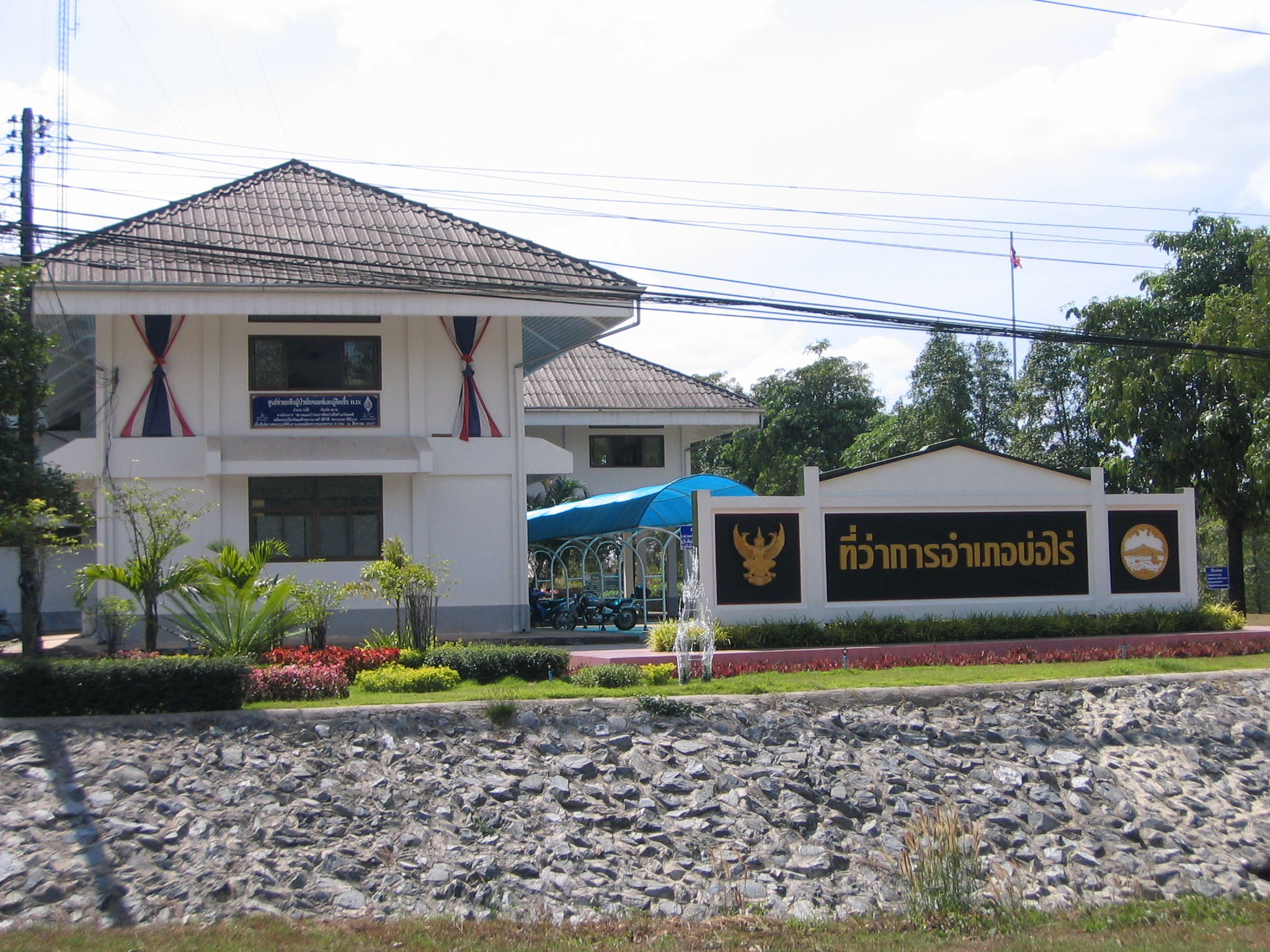
Die Kreisverwaltung des Amphoe Bo Rai

## Verwaltung

### Provinzverwaltung
Der Landkreis Bo Rai ist in fünf Tambon („Unterbezirke“ oder „Gemeinden“) eingeteilt, die sich weiter in 33 Muban („Dörfer“) unterteilen.
| Nr. | Name         | Thai    | Muban | Einw.  |
| --- | ------------ | ------- | ----- | ------ |
| 01. | Bo Phloi     | บ่อพลอย  | 10    | 15.426 |
| 02. | Chang Thun   | ช้างทูน   | 06    | 02.981 |
| 03. | Dan Chumphon | ด่านชุมพล | 07    | 05.205 |
| 04. | Nong Bon     | หนองบอน | 05    | 07.761 |
| 05. | Nonsi        | นนทรีย์   | 05    | 03.813 |

### Lokalverwaltung
Es gibt zwei Kommunen mit „Kleinstadt“-Status (Thesaban Tambon) im Landkreis:
- Bo Phloi (Thai: เทศบาลตำบลบ่อพลอย) bestehend aus Teilen des Tambon Bo Phloi.
- Nong Bon (Thai: เทศบาลตำบลหนองบอน) bestehend aus dem kompletten Tambon Nong Bon.

Außerdem gibt es vier „Tambon-Verwaltungsorganisationen“ (องค์การบริหารส่วนตำบล – Tambon Administrative Organizations, TAO)
- Bo Phloi (Thai: องค์การบริหารส่วนตำบลบ่อพลอย) bestehend aus Teilen des Tambon Bo Phloi.
- Chang Thun (Thai: องค์การบริหารส่วนตำบลช้างทูน) bestehend aus dem kompletten Tambon Chang Thun.
- Dan Chumphon (Thai: องค์การบริหารส่วนตำบลด่านชุมพล) bestehend aus dem kompletten Tambon Dan Chumphon.
- Nonsi (Thai: องค์การบริหารส่วนตำบลนนทรีย์) bestehend aus dem kompletten Tambon Nonsi.